# Anne-Marie de Brandebourg-Ansbach
Anne-Marie de Brandebourg-Ansbach (28 décembre 1526 – 20 mai 1589) est une princesse allemande de Brandebourg-Ansbach.

## Biographie
Anne-Marie, née à Jägerndorf, est la fille aînée de Georges de Brandebourg-Ansbach et de sa seconde épouse Edwige de Münsterberg-Oels, fille de Charles Ier de Münsterberg-Œls. Anne-Marie grandit dans la religion luthérienne. Le 24 février 1544 elle devient la femme de Christophe de Wurtemberg. Ils ont 12 enfants :
- Eberhard (7 janvier 1545 – 2 mai 1568) ;
- Edwige (15 mai 1547 – 4 mars 1590), épouse en 1563 le landgrave Louis IV de Hesse-Marbourg ;
- Élisabeth (3 mars 1548 – 28 février 1592), épouse le comte Georges-Ernest de Henneberg-Schleusingen, puis en 1586 le comte palatin Georges-Gustave de Palatinat-Veldenz ;
- Sabine de Wurtemberg (2 juillet 1549 – 17 août 1582), épouse en 1566 le landgrave Guillaume IV de Hesse-Cassel ;
- Émilie (19 août 1550 – 4 juin 1589), épouse en 1578 le comte palatin Richard de Palatinat-Simmern ;
- Éléonore (de) (22 mars 1552 – 12 janvier 1618), épouse en 1571 le prince Joachim-Ernest d'Anhalt, puis en 1589 le landgrave Georges Ier de Hesse-Darmstadt ;
- Louis (1er janvier 1554 – 8 août 1593), duc de Wurtemberg ;
- Maximilien (27 août 1556 – 17 mars 1557) ;
- Ulrich (mai 1558 – 7 juillet 1558) ;
- Dorothée-Marie (3 septembre 1559 – 23 mars 1639), épouse en 1582 le comte Othon des Deux-Ponts ;
- Anne de Wurtemberg (12 juin 1561 – 7 juillet 1616), épouse en 1582 le duc Jean-Georges d'Oława, puis en 1594 le duc Frédéric IV de Legnica ;
- Sophie (20 novembre 1563 – 21 juillet 1590), épouse en 1583 le duc Frédéric-Guillaume Ier de Saxe-Weimar.

Plus tard, elle exerce la régence au début du règne de son fils Louis VI de Wurtemberg. Après la mort de son mari, elle vit plus de 20 ans au château de Nürtingen où elle meurt.
Après avoir perdu à la fois son mari et son fils aîné en 1568, Anna Maria tombe follement amoureuse du jeune comte Georges Ier de Hesse-Darmstadt (1547-1596). Peu de temps après, elle devient mentalement confuse et est enfermée, George épouse plus tard sa fille Éléonore.
Elle meurt en 1589, et est enterrée dans la chapelle Saint-George de l'église collégiale de Tübingen.